# Philodromus insulanus
Philodromus insulanus este o specie de păianjeni din genul Philodromus, familia Philodromidae, descrisă de Kulczynski, 1905.
Este endemică în Madeira. Conform Catalogue of Life specia Philodromus insulanus nu are subspecii cunoscute.